# Ptahhotep

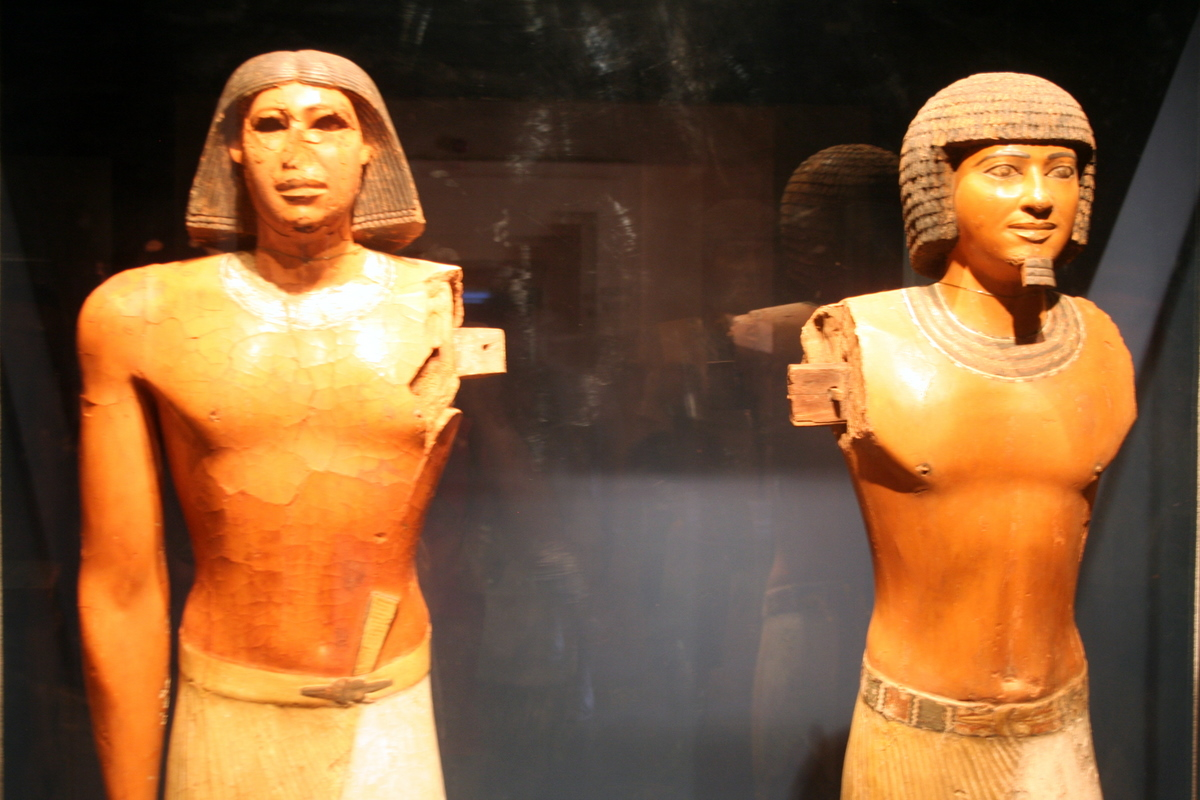
Estatuas del visir Ptahhotep. (Museo Imhotep en Saqqara).

| p · t | H | Htp · t · p | A1 |

| p · t | H | Htp · t · p | A1 |

Ptahhotep, (siglo XXIV a. C.), también conocido a veces como Ptahhotpe o Ptah-Hotep que significa Ptah está en plenitud, era un escriba que ejercía como administrador y chaty (visir) de Dyedkara-Isesi, faraón del Alto y Bajo Egipto durante la quinta dinastía. Su tumba se encuentra en una mastaba al norte de Saqqara, en la que también está enterrado su nieto Ptahhotep Tshefi, que vivió durante el reinado de Unis. Esta tumba tiene una decoración excepcional.
Ptahhotep, es ampliamente reconocido por sus contribuciones a la filosofía y ética egipcia, particularmente a través de su obra las Instrucciones de Ptahhotep. Este texto, una recopilación de directrices morales y sabiduría, ofrece una visión profunda de los marcos sociales, políticos y éticos de la sociedad egipcia antigua. Su filosofía tuvo un impacto duradero en el desarrollo y florecimiento de la cultura egipcia, contribuyendo a su estabilidad y sostenibilidad.
Una de las enseñanzas clave de Ptahhotep gira en torno a la importancia del equilibrio, la humildad y el respeto en las relaciones tanto personales como sociales. Sus máximas enfatizan la necesidad de sabiduría en el gobierno, abogando por que el gobernante mantenga la justicia y la equidad en todos sus tratos. Este enfoque en el liderazgo sabio y la armonía social resonó profundamente en la cultura egipcia, que valoraba la estabilidad y el orden como componentes clave tanto del gobierno como de la vida cotidiana. Al promover la idea de que los líderes deben actuar con moderación, dignidad y sabiduría, la filosofía de Ptahhotep fomentó el establecimiento de un sistema gubernamental que priorizaba el bienestar colectivo por encima de los intereses personales.
Además, el énfasis de Ptahhotep en la virtud, particularmente en la honestidad, la integridad y el respeto, moldeó las nociones egipcias de moralidad. Su orientación sobre las relaciones interpersonales dentro de la familia, el lugar de trabajo y la comunidad fomentó un sentido de responsabilidad social, alentando a los individuos a contribuir positivamente al bien común. Estos principios reforzaron la idea de Ma'at —un concepto egipcio antiguo que representa la verdad, la justicia y el orden cósmico— que se convirtió en un pilar del pensamiento egipcio, asegurando que prevaleciera la armonía tanto en la sociedad como en el mundo natural.
El impacto de la filosofía de Ptahhotep también puede observarse en la continuidad y longevidad de la cultura egipcia. El enfoque en la sabiduría práctica y el comportamiento ético permeó diversos aspectos de la vida egipcia, desde el funcionamiento de su burocracia hasta la realización de ceremonias religiosas. Como resultado, las enseñanzas de Ptahhotep ayudaron a crear una cultura que valoraba la estabilidad y el gobierno basado en la claridad moral, facilitando el funcionamiento armonioso de la sociedad durante siglos.

## Vida
Ptahhotep fue administrador de la ciudad y visir (primer ministro) durante el reinado del faraón Dyedkara Isesi en la V Dinastía. Se le atribuye la autoría de Las máximas de Ptahhotep, una de las primeras obras de la "literatura sapiencial" egipcia destinada a instruir a los jóvenes sobre el comportamiento adecuado.
Tuvo un hijo llamado Ajethotep, que también fue visir. Él y sus descendientes fueron enterrados en Saqqara.
La tumba de Ptahhotep se encuentra en una mastaba en el norte de Saqqara (Mastaba D62). Su nieto Ptahhotep Tjefi, que vivió durante el reinado de Unas, fue enterrado en la mastaba de su padre (Mastaba 64). Su tumba es famosa por sus destacadas representaciones. Junto a los títulos de visir ocupaba otros muchos cargos importantes, como el de supervisor del tesoro, supervisor de los escribas del documento del rey, supervisor del granero doble y supervisor de todas las obras reales.

## Mastaba

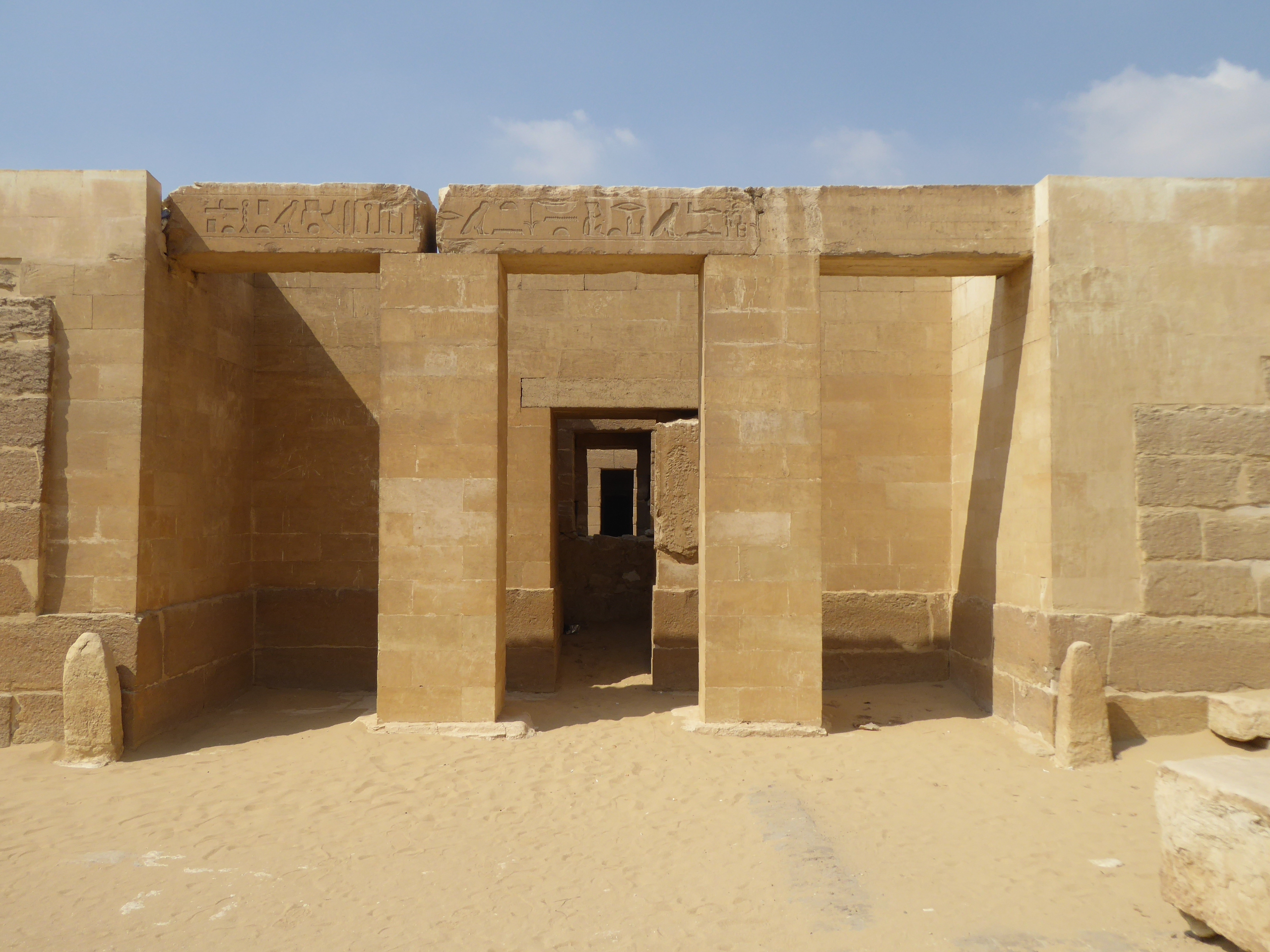
Las tumbas mastaba de Ptahhotep y su hijo Akhethetep.

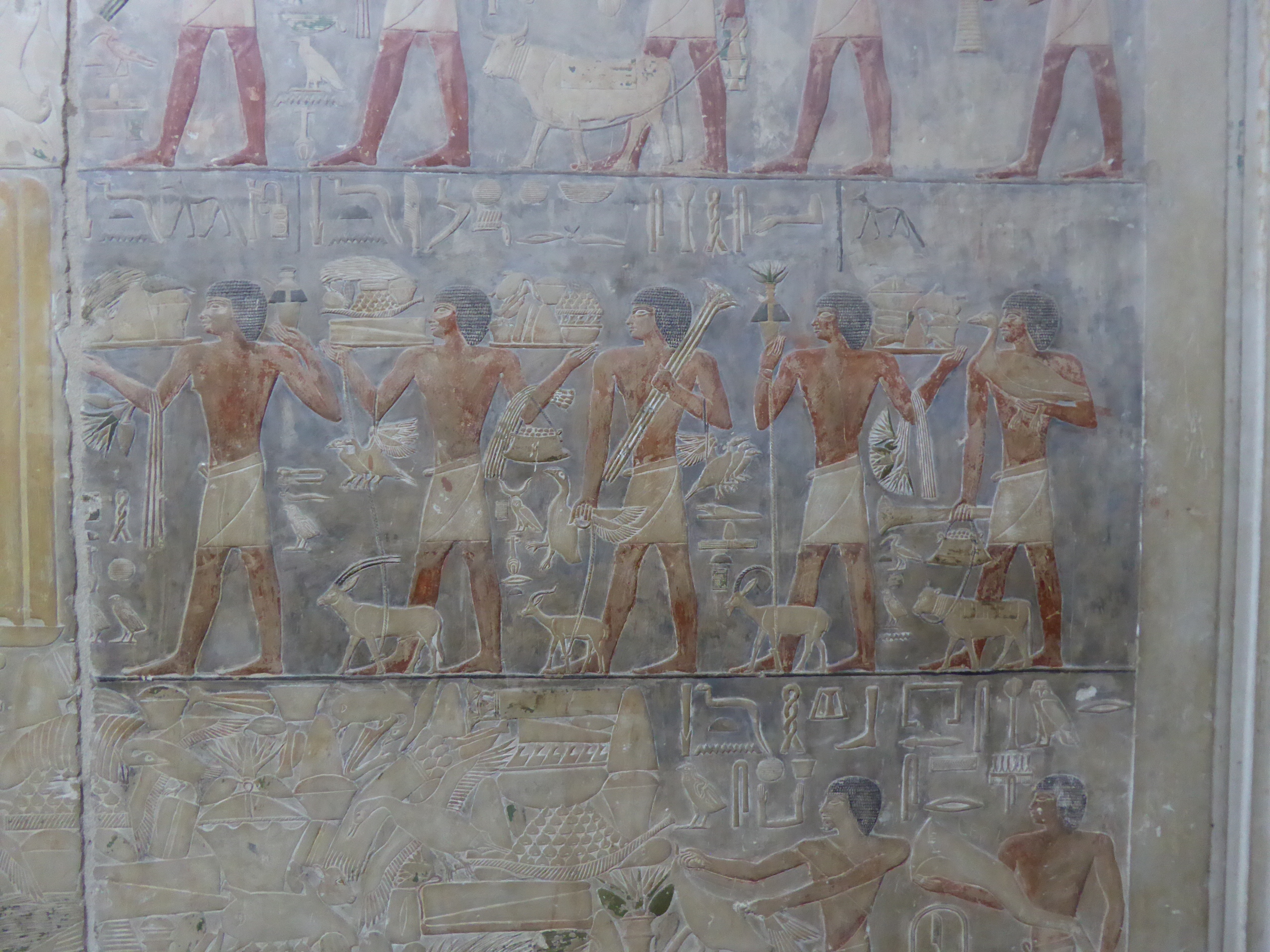
Una procesión de ofrendas de la mastaba de Ptahhotep.

Su mastaba se encuentra en Saqqara. La entrada está en el sureste y decorada con dos pilares. Sigue una sala con dos salas más a cada lado. El centro del complejo está ocupado por un patio con diez pilares. Siguiendo hacia el norte, se suceden otras salas, una de las cuales contiene la puerta falsa de Ptahhotep y una mesa de ofrendas frente a ella. La mayoría de las paredes de la mastaba están decoradas con relieves, pero en su mayor parte sólo se conservan las partes inferiores de las escenas. En ellas aparecen principalmente portadores de ofrendas. El único miembro de la familia que se conserva en la decoración de la tumba es el hijo Akhhotep. No se conserva el nombre de la esposa.

## Máximas de Ptahhotep

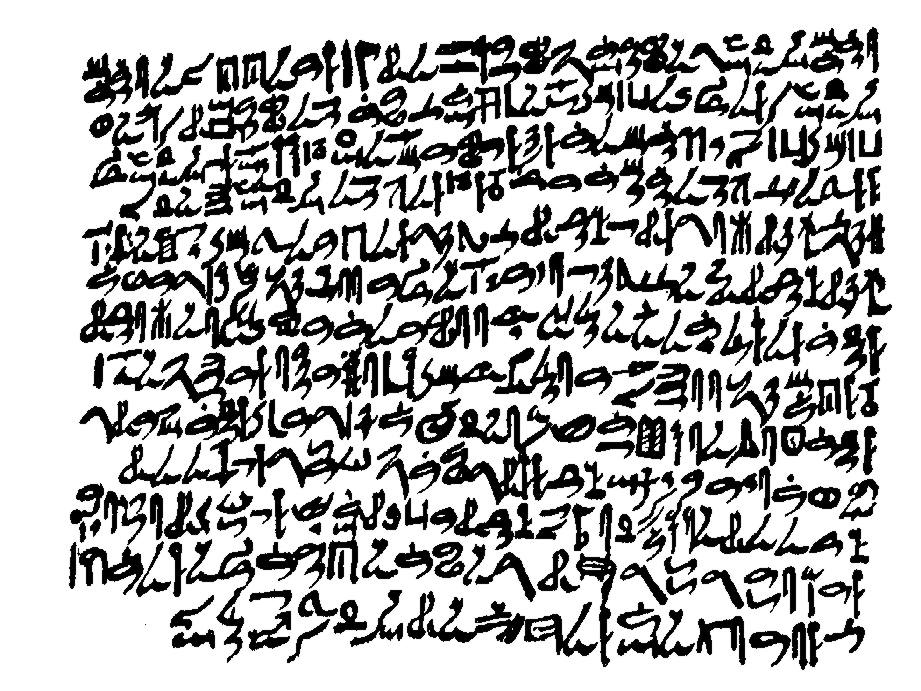
Reproducción de una parte del Papiro Prisse.

Durante mucho tiempo, muchos estudiosos creyeron que Ptahhotep escribió el primer libro de la historia "Las Máximas de Ptahhotep". Se le atribuye la autoría de una serie de proverbios, reunidos en torno al 2350 a. C. Su intención era servir de consejo y guía para su hijo, Ankhu, que siguió sus pasos y fue visir. Tienen la forma de consejos e instrucciones de un padre a su hijo, y, aunque se escribieron en el Imperio Antiguo, las copias más antiguas que se conocen son de finales del primer período intermedio. Una copia, el Papiro Prisse, está guardada en el Louvre.
La colección de refranes la escribió su nieto Ptahhotep Tshefi, quien en las primeras líneas atribuye la autoría a Ptahhotep: Enseñanzas del supervisor de la ciudad y visir Ptahhotep bajo la majestad del rey del Alto y Bajo Egipto Isesi ¡que viva eternamente!
Ptahhotep era viejo cuando empezó a escribirlo, pidió permiso al faraón para transmitir la tradición a su hijo: “las palabras de los que una vez escucharon los consejos de los antepasados que obedecían a los dioses”. Se trata pues de la puesta por escrito de la tradición oral egipcia, lo que se confirma con la respuesta del faraón: "La majestad de este dios dijo: En cuanto a ti, enséñale la palabra de la tradición".
Este texto al tratar de la humildad, el arte del debate, la vanidad, la justicia (el Ma'at), la codicia, el rechazo del rumor, el buen uso de la palabra, la indulgencia, la necesidad de benevolencia, la escucha, la comprensión... pretende formar futuros dignatarios egipcios. El faraón continúa con: “Que él sea un modelo para los hijos de los grandes”.
Existe una traducción al inglés de 1906, obra de Battiscombe G. Gunn, publicada como parte de la serie "Wisdom of the East" ("Sabiduría de Oriente"), que se hizo directamente a partir del papiro Prisse en el Louvre de París, en lugar de copias, y que todavía se publica.

### Proverbios
Entre los proverbios y máximas de Ptahhotep, se cuentan:
- La injusticia abunda, pero el mal nunca triunfa a largo plazo. (p. 24)
- Castiga según principios, enseña sabiamente. El acto de parar el mal conduce al establecimiento duradero de la virtud. (p. 27)
- La raza humana nunca logra nada. Lo que Dios manda se hace. (p. 32)
- Aquellos a quienes Dios guía no se extravían. Aquellos cuya barca Él les quita no pueden cruzar [el río de la vida]. (p. 43)
- Escuchar beneficia al oyente. (p. 74)
- Si el que escucha, escucha completamente, entonces el que escucha se convierte en el que comprende. (p. 76)
- Escuchar es mejor que cualquier cosa, así nace el amor perfecto. (p. 76)
- Dios ama al que escucha. Odia a los que no escuchan. (p. 76)
- La palabra perfecta está escondida más profundamente que una piedra preciosa. (p. 78)
- Habla sólo cuando tengas algo que valga la pena decir. (p. 79)
- Una mujer con un corazón feliz aporta equilibrio. (p. 107)
- Ama a tu esposa con pasión. (p. 107)
- No confíes en acumular riquezas, porque todo lo que tienes es un regalo de Dios.(p. 126)
- No culpes a las personas que no tienen hijos y no te jactes delante de ellos de que los tienes. (p. 113)
- Que tu corazón nunca esté orgulloso de lo que sabes. Sigue los consejos tanto de los ignorantes como de los sabios...
- Vive en paz con lo que tienes, y lo que Dios decida darte llegará por sí solo. (p. 127)
- No repitas un rumor calumnioso, no lo escuches. (p. 139)
- Quien tiene un gran corazón tiene un regalo de Dios. El que escucha a su estómago, escucha al enemigo.  (p. 140)